# Kenya Pipeline (football)
Pour le club de volley-ball, voir Kenya Pipeline (volley-ball).
Le Kenya Pipeline est un ancien club kenyan de football basé à Nairobi.

## Palmarès
- Coupe du Kenya (1)
  - Vainqueur : 2002